# Obora Kněžičky
Obora Kněžičky (též Obora Kinský či Žehuňská obora) se rozkládá ve východní části Středočeského kraje v okrese Nymburk na katastru obce Kněžičky, úzký pruh východní části obory spadá do katastru obce Lovčice v okrese Hradec Králové v Královéhradeckém kraji. Rozloha obory je 680 hektarů a jejím vlastníkem je akciová společnost Kinský dal Borgo patřící stejnojmennému šlechtickému rodu.

## Historie
Obora Kinský patří společně s Oborou Hvězda v Praze (obě nechal zřídit římský císař a český král Ferdinand I. Habsburský) k nejstarším oborám v České republice. Byla založena již v roce 1562 a původně měla sloužit k chovu koní. Během třicetileté války obora zpustla a obnovena byla až v roce 1719 hrabětem Václavem Norbertem Oktaviánem Kinským za účelem chovu jelenů a divokých prasat. Na přelomu 19. a 20. století došlo k obnově chovu dančí zvěře, a to na úkor zvěře jelení. V roce 1948 byla obora zestátněna. V tomtéž roce 1948 zde bylo zřízeno lesnické učiliště, zaniklo v roce 1998 z důvodu nedostatku studentů. Do roku 1993, kdy byla obora Kinským vrácena, ji obhospodařovával stát.

## Stavební vybavení
Za Františka Ferdinanda II. Kinského a za intenzivní podpory jeho manželky Marie Kristýny Kinské rozené z Lichtenštejna bylo v oboře vybudováno hned několik staveb. Hlavní architektonickou památkou je lovecký zámeček, tzv. Neugebau. Hlavní vstup do obory umožňuje reprezentativní Bludská brána na východní straně. Je tvořena dvojicí pylonů zakončených aliančními znaky Františka Ferdinanda II. Kinského a Kristýny z Lichtenštejna, která jsou doplněny sochami jelena a laně. Architektonické pojetí by mohlo ukazovat na českého architekta Jan Blažeje Santiniho Aichela, vzhledem k pozdnímu vzniku stavby (datováno 1774) je ale jeho účast na návrhu nepravděpodobná. Na severní straně střeží vstup do obory Kněžičská brána, ta je rovněž tvořena dvěma pylony završenými plastikami (socha římského vojáka a socha jelena). Východně od loveckého zámečku se při jižním okraji obory nachází kaple svatého Ferdinanda, při níž bývala poustevna. Kaple je čtvercového půdorysu a vyrůstají z ní čtyři krátká křídla, které dávají stavbě charakter kříže. Kaple byla krátce využívána jako hrobka šlechtického rodu Kinských. 

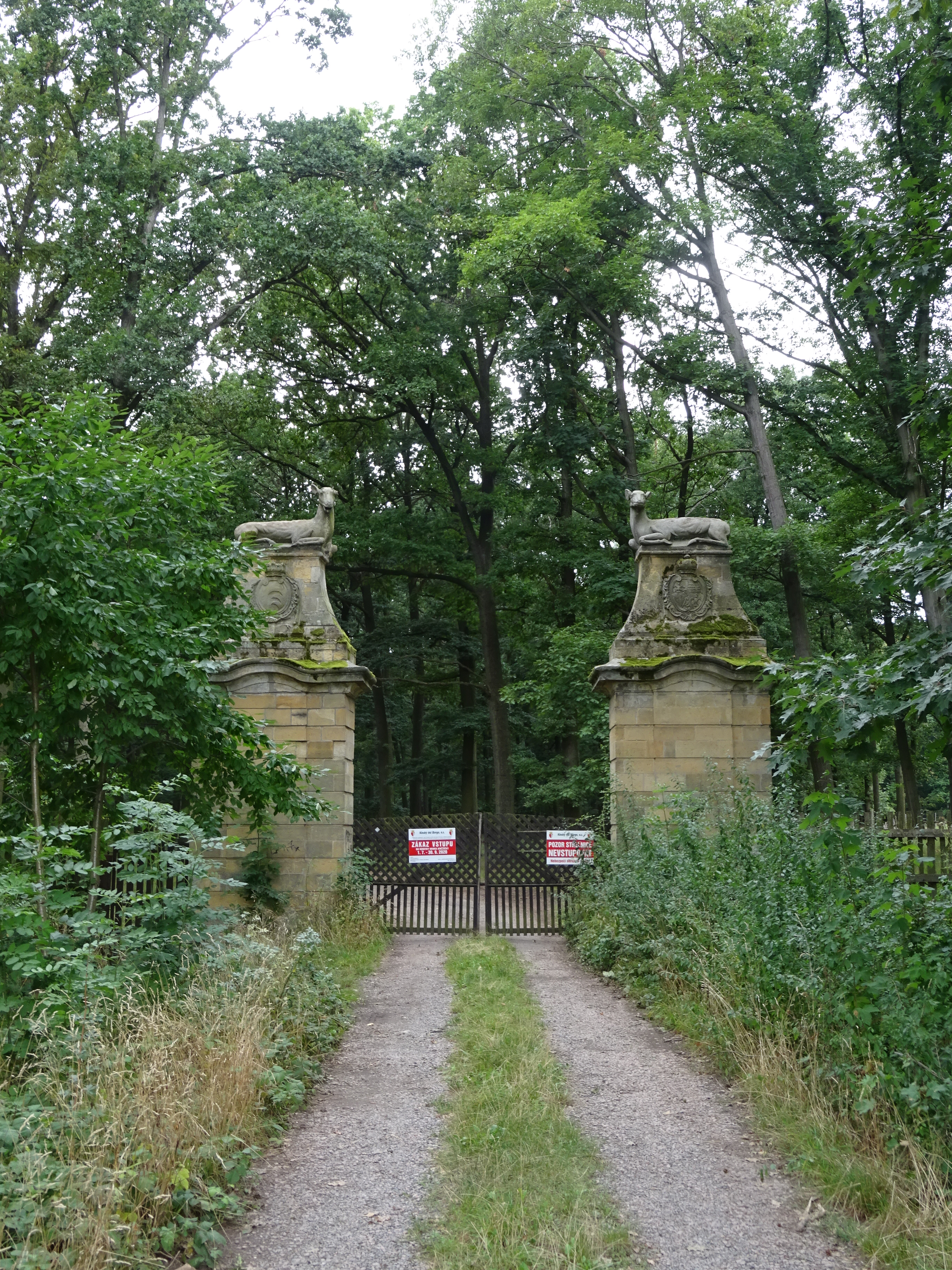
Bludská brána
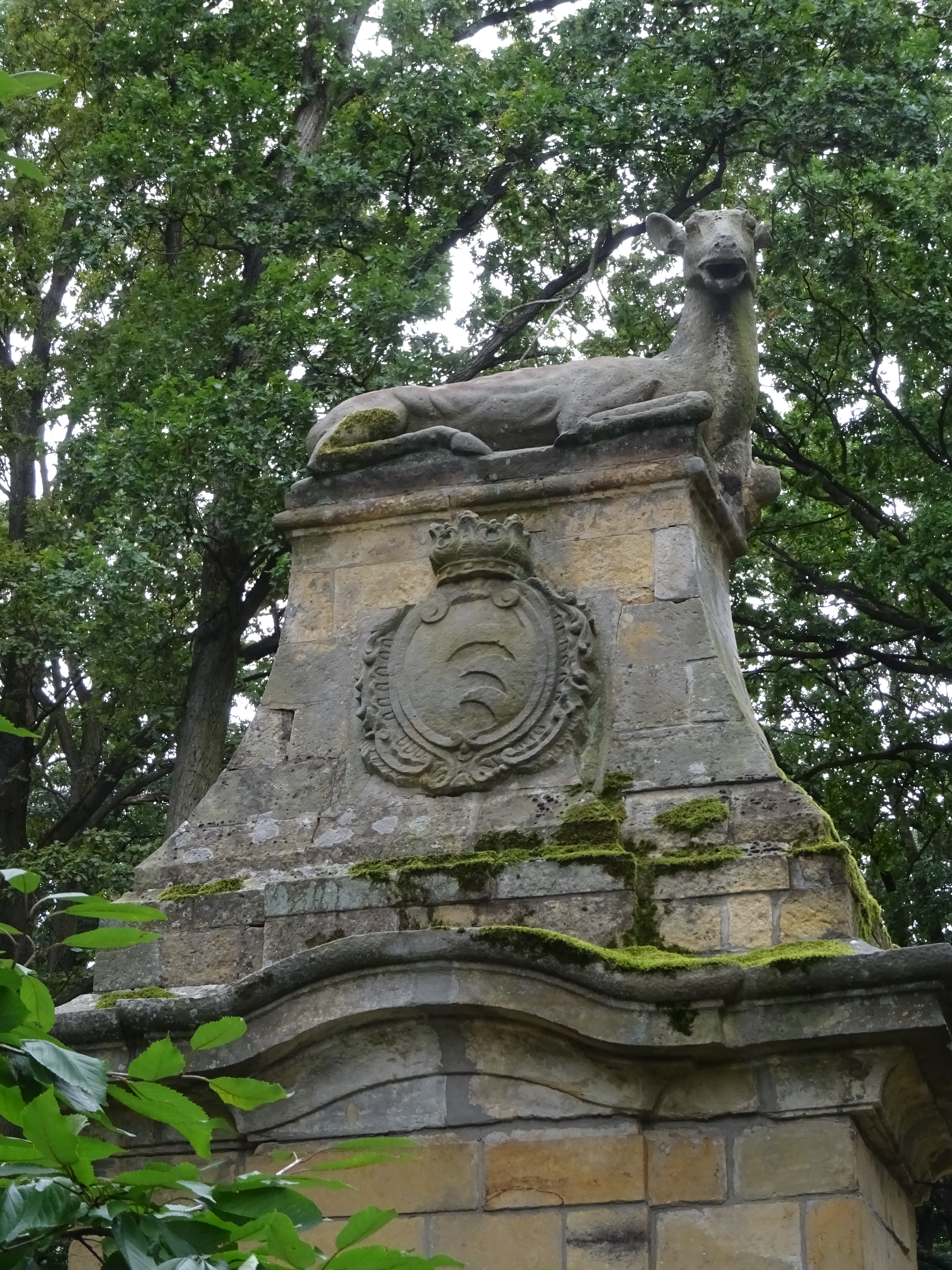
Bludská brána - znak Kinských
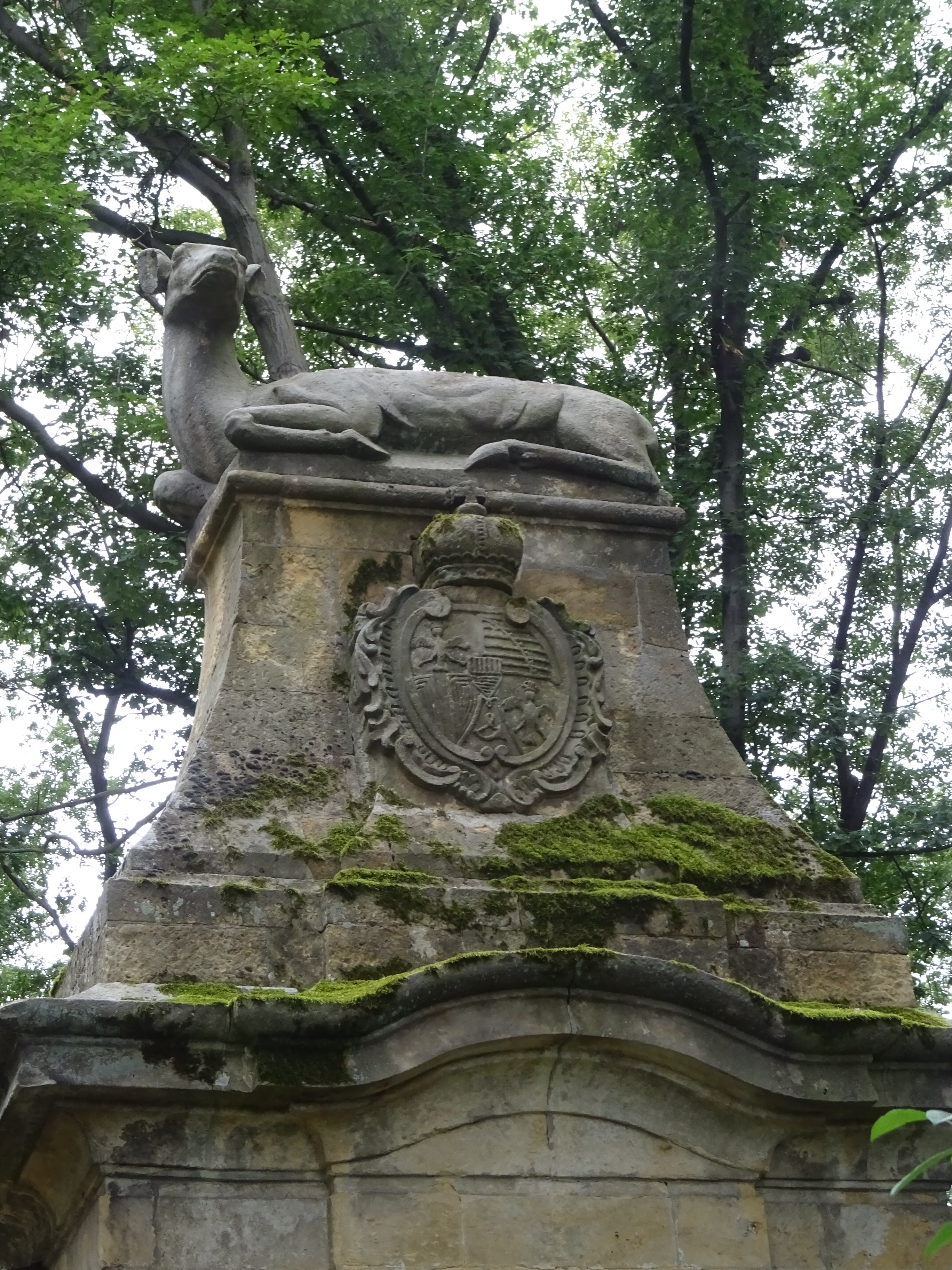
Bludská brána - znak Lichtenštejnů
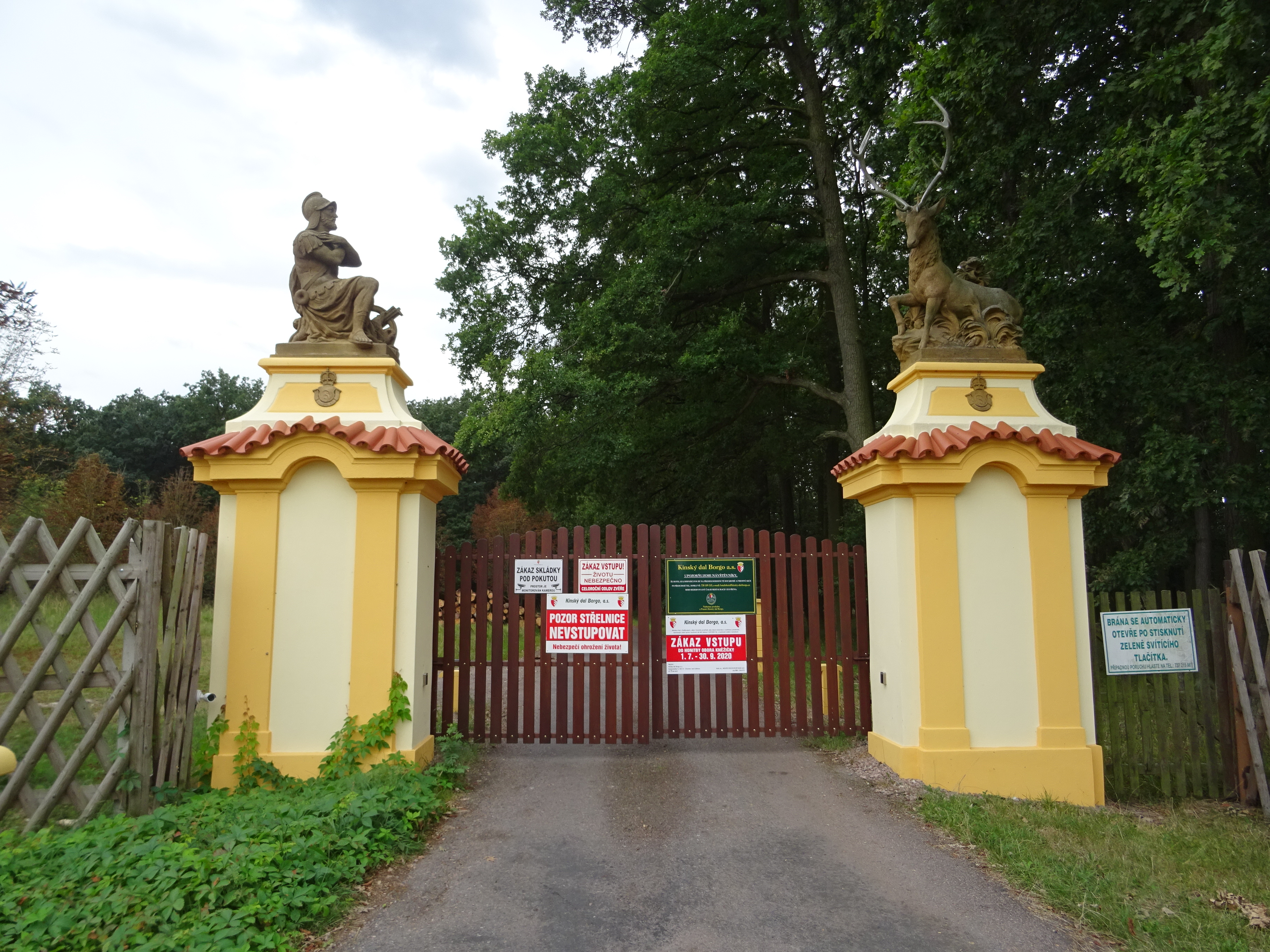
Kněžičská brána
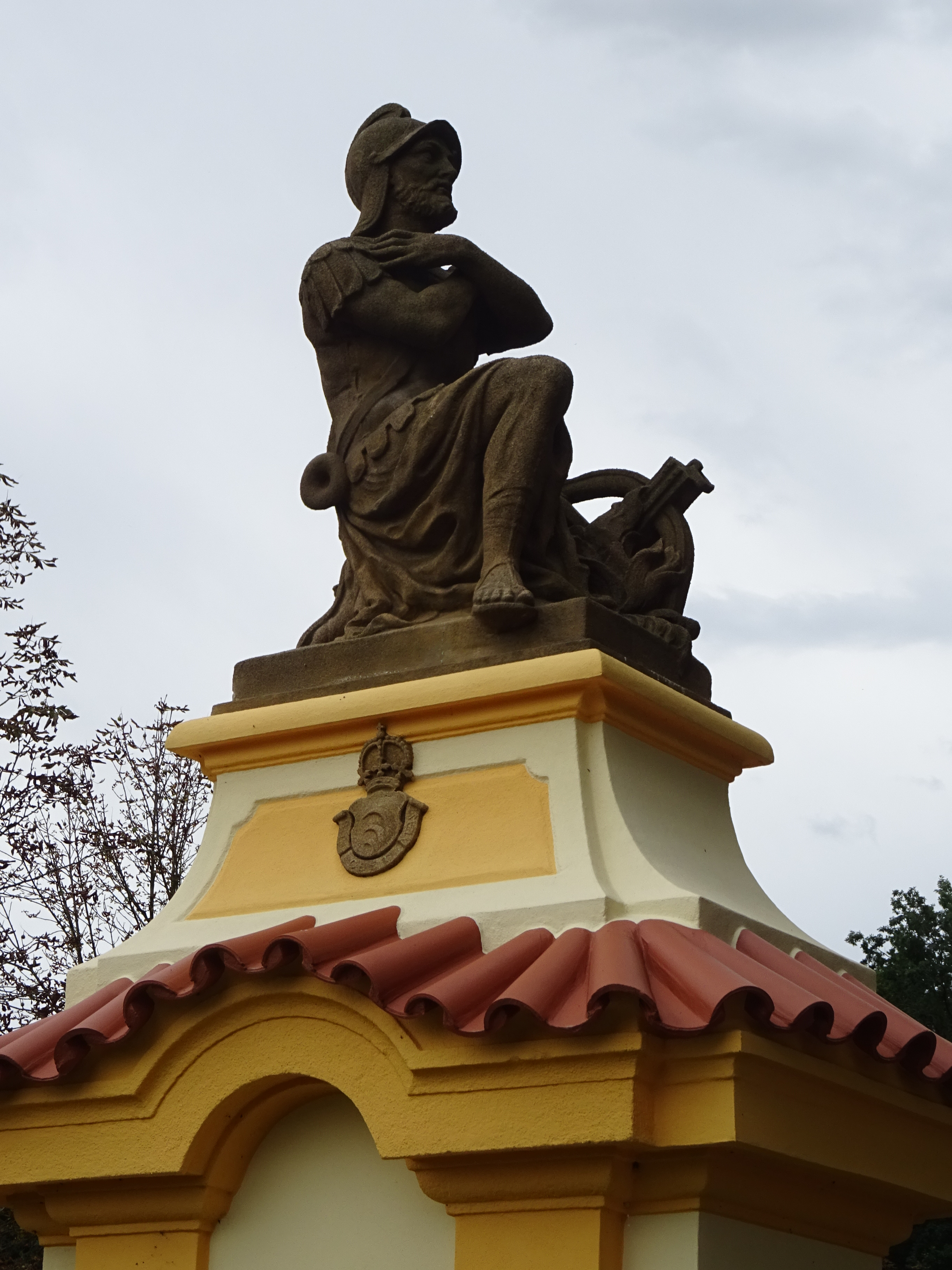
Kněžičská brána - socha římského vojáka
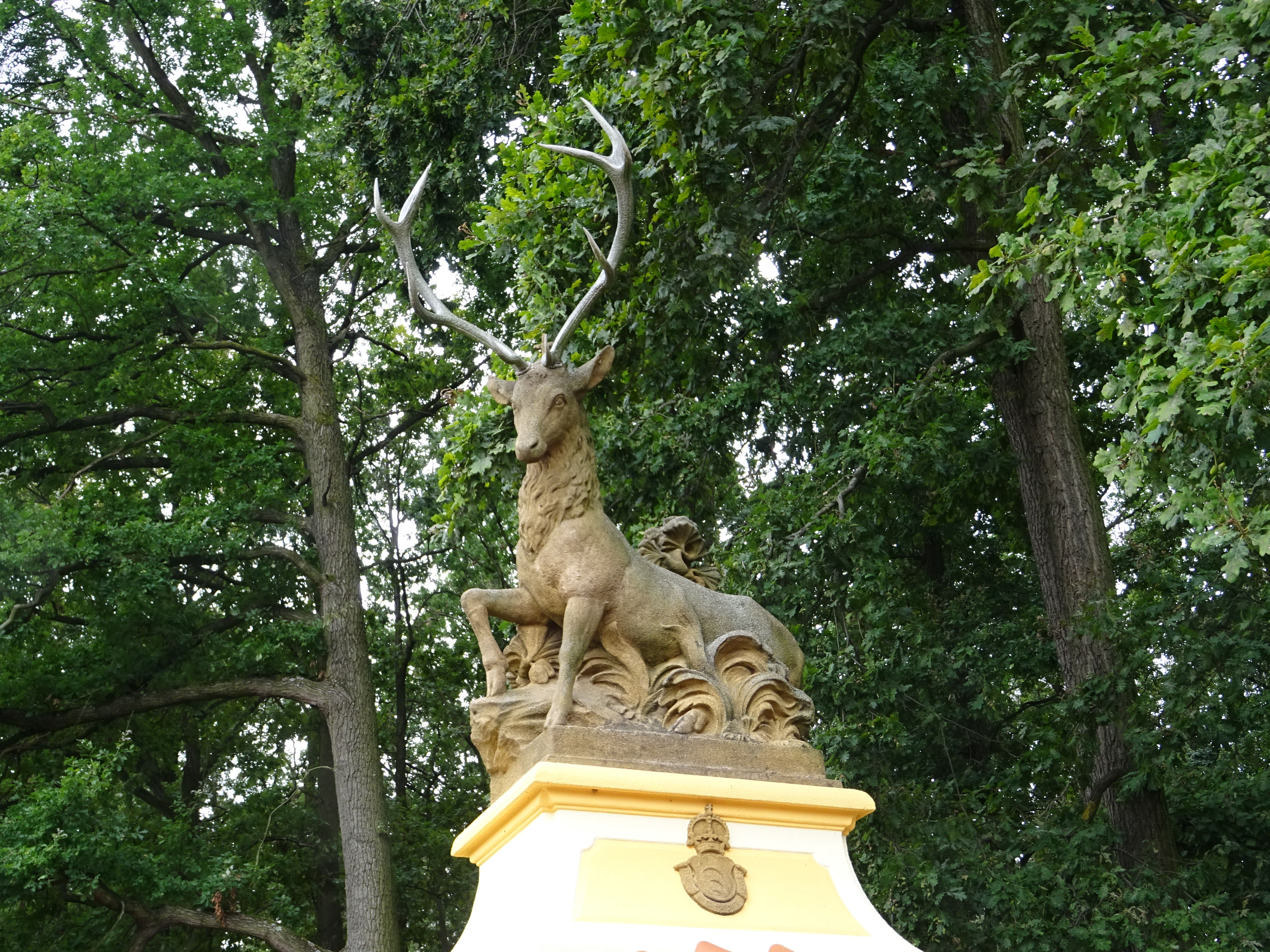
Kněžičská brána - socha jelena

## Současnost
V současné době jsou v oboře chováni daňci evropští (250 kusů) a mufloni (170 kusů). Přibližně 600 hektarů zabírají staré dubové lesy. Obora je v současnosti běžně nepřístupná, v honitbě totiž celoročně probíhá odlov zvěře. Možnost náhlednout do obory mají hoteloví hosté a návštěvníci zámecké restaurace, avšak pouze po předchozí rezervaci.